# Mòcheno
El mòcheno és una varietat de l'alt alemany parlat en tres ciutats de la Vall del Fersina (alemany: Fersental, italià: Valle del Fersina, mòcheno: Bernstol), a Trent, nord-est d'Itàlia.
El mòcheno està estretament relacionat al bavarès i es classifica de diverses maneres, sigui com un dialecte bavarès meridional o com a llengua separada. Es va reportar que els parlants de mòcheno entenen parcialment el bavarès, cimbrià i alemany estàndard. Ara bé, les nombroses diferències en gramàtica, vocabulari i pronunciació el fan difícil de comprendre per als parlants de l'alemany estàndard.

## Distribució geogràfica

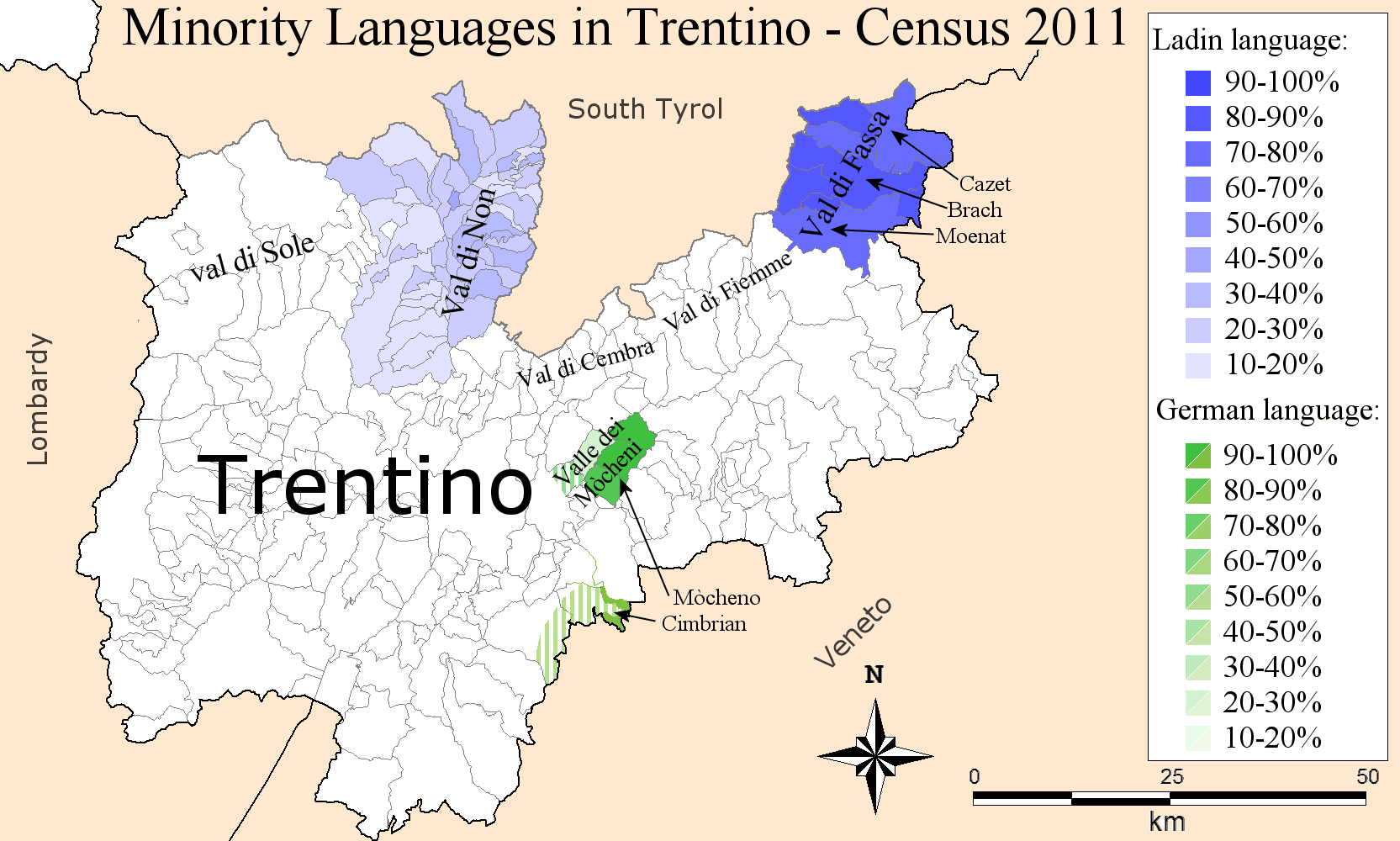
Comunitats mòcheno a Trent.

Segons el cens del 2001, el primer en el qual es va registrar llengües autòctones, el mòcheno era parlat per una major part en les següents municipalitats: Fierozzo (423 persones, 95.92 %), Palù del Fersina (184 persones, 95.34 %), Frassilongo (340 persones, 95.24 %, incloent-hi el vilatge de Roveda). En altres municipalitats de Trento, 1,329 persones es van declarar membres del grup lingüístic mòcheno, amb un total de 2,276 persones. En el cens del 2011, el nombre total de parlants a la província va disminuir a 1,660.

## Estatut
El mòcheno és reconegut oficialment a Trento per llei provincial i nacional. A la primeria dels anys 1990, diverses lleis i regulacions han passat pel Parlament italià i l'assemblea provincial que van posar l'idioma i la cultura mòcheno sota protecció. Un institut cultural va ser fundat per decret, el propòsit del qual és de salvaguardar i educar en aquesta llengua. Es va adaptar el currículum escolar perquè s'ensenyi en mòcheno, i es van canviar els rètols públics perquè siguin bilingües.

## Exemple
| Mócheno                                                                          | Alemany                                                             | Català                                                                                                |
| -------------------------------------------------------------------------------- | ------------------------------------------------------------------- | --- |
| Vatar ingar en Himbl, gahailegt kimmp der dai Núm. Der dai Raich schellt kemmen. | Vater unser im Himmel, geheiligt werde Dein Name. Dein Reich komme. | Pare nostre, que esteu en el cel, sigui santificat el vostre nom. Vingui a nosaltres el vostre regne. |